# Zoutkeetsgracht 2-110

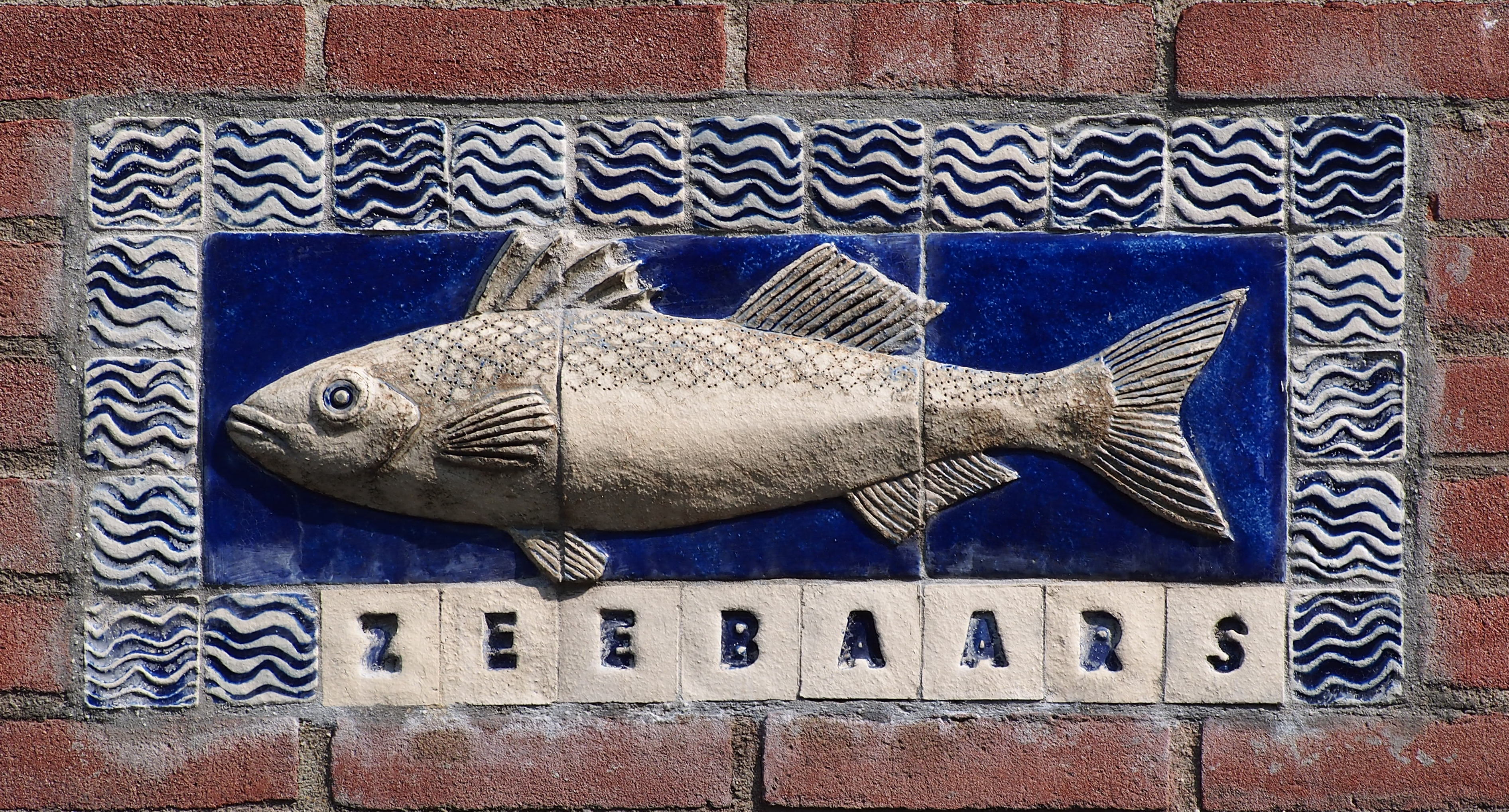
Gevelsteen Zeebaars (2016)

Zoutkeetsgracht 2-110 is een complex woningen stammend uit 1975/1976, gelegen aan de Zoutkeetsgracht in Amsterdam-Centrum. De noordelijke gevelwand van die gracht bestaat bijna geheel uit 20e-eeuwse bebouwing op drie oude pakhuizen, die dan ook rijksmonumenten zijn, na.

## Heden
Het maakt deel uit van een groter complex woningen dat behalve deze huisnummers ook als adressen heeft Bokkinghangen 1-19 en 21-39, Barentszplein 65-81 en 83-99 en Barentszstraat 1-7, 9-25, 27-43, 45-61 en 63-69. Het complex verrees hier op de plaats van een industrieel complex, dat overbodig was geworden en ook eigenlijk niet langer handhaafbaar (industrie in de binnenstad). Woningcorporatie Eigen Haard liet architectenbureau Abma van Jelle Abma een U-vormig complex ontwerpen, dat voornamelijk bestond uit relatief kleine woningen binnen de sociale woningbouw. Het eerste ontwerp vond geen genade; het tweede ontwerp werd goedgekeurd en zo kon op 9 december 1975 de eerste heipaal de grond in. Er kwamen 132 woningen verdeeld over vijf en zes bouwlagen. Destijds vond men het opmerkelijk dat Abma er in was geslaagd om op een relatief klein oppervlak, goede woningen neer te zetten. Opvallend aan de woningen is de toegang tot de etagewoningen. Deze kennen een uitpandige trap naar één hoog, waarbij men vervolgens de woonetages inpandig kan bereiken (normaliter begint het trappenhuis in een inpandige ruimte of portiek). Verspreid over de gehele gevelwand aan de drie straten zijn tien gevelstenen te zien die verwijzen naar de visvangst:
- Barentszstraat 79: gevelsteen met de naam van ontwerper gevelstenen;
- Barentszstraat 63-77; gevelsteen met twee schollen
- Barentszstraat 45: gevelsteen met een kabeljauw
- Barentszstraat 27-43: gevelsteen met een zeeforel
- Barentszstraat 9: gevelsteen met een makreel
- Barentszplein 83-99: gevelsteen met een poon
- Bokkinghangen 1/hoek Barentszplein: gevelsteen met een haring
- Bokkinghangen 39/Zoutkeetsgracht: gevelsteen met een zeebrasem
- Zoutkeetsgracht 2/hoek Bokkinghangen: gevelsteen met zeebaars
- Zoutkeetsgracht 26-44: gevelsteen met twee roggen.

De woningen aan Bokkinghangen kijken daarbij uit over het Westerdok; woningen aan de Zoutkeetsgracht op de moderne (1985) maar antiek uitziende Petemayenbrug.

## Verleden
De stadsplattegrond van Balthasar Florisz. van Berckenrode uit 1625 liet hier al bebouwing zien. Aan de gracht stonden zoutketen (soutketen), naamgevers van de gracht en ook lijnbanen op Bolwerk Blaauw Hoofd dan wel Leeuwenburgh. Er werd sindsdien afgebroken en gebouwd. De moderne geschiedenis begint in 1862. Toen kocht een aantal kooplieden hier de gebouwen en grond op om de gebouwen voor de Amsterdamsche Meel- en Broodfabriek te bouwen. De eenvoudige en hangende woonhuisjes met bedrijfsruimten/opslagplaatsen moesten plaats maken voor een ontwerp van Jan Leliman met voor de omgeving een enorm complex. De fabriek leverde aan de gehele stad, kreeg zelfs rabiale toestemming om ook Joodse bakkerijen te voorzien van brood. De oude situatie hier werd via foto vastgelegd door Jacob Olie die enige tijd op Zandhoek (het verlengde van Bokkinghangen) woonde. De naam van de fabriek wijzigde in Stoommeel- en Broodfabriek Holland, toen ondernemer Barend van Marwijk Kooy (1845-1926) de fabriek opkocht; zijn broer Johannes van Marwijk Kooy was oprichter van Beiersch-Bierbrouwerij De Amstel elders in de stad.
Het ging de fabriek voor de wind, in 1890 kon uitgebreid worden met een nieuw gebouw ontworpen door de architecten Gerrit van Arkel en W. Wilkens. Op 7 juli 1894 brak er brand rond half vier in de ochtend uit in het westelijke deel van gebouw. Het brood was net onderweg naar de klanten en de bakkers hadden net het deeg voor de tweede ronde in de ovens gelegd. Het vuur greep razendsnel om zien heen, zelfs blussen met groot materieel mocht niet baten. Ook de blusboot Jan van der Heijden werd ingeschakeld, maar tevergeefs. Bluswerk werd bemoeilijkt doordat delen van het gebouw instortten op de kade waar de brandweerlieden bezig waren. Het gebouw was via de Assurantiebeurs verzekerd tegen brand, zodat diverse verzekeringsmaatschappijen in de buidel moesten tasten. Barend van Marwijk Kooy schakelde voor de herbouw architect Jacob Frederik Klinkhamer in. Aannemers konden reageren op de openbare aanbesteding en kwamen met bouwprijzen van 125.000 tot 146.000 gulden. In 1896 kon er weer gebakken worden en twee jaar later vroeg de onderneming een vergunning aan voor uitbreiding. In 1901 moest er opnieuw uitgebreid worden; de gemeente Amsterdam ging ermee akkoord mede door het feit dat dan een aantal in slechte staat bevindende gebouwen aan Bokkinghangen kon worden gesloopt. Deze uitbreiding met plaatsing van een nieuwe stoomketel vond plaats onder toezicht van architect Bert Johan Ouëndag, bevriend met Klinkhamer, ze hadden een gezamenlijk bureau. Er trad vertraging op, maar in maart 1905 kon het nieuwe meelpakhuis in gebruik worden genomen, men sommeerde toen de gemeente om het Westerdok en haar kade geschikt te maken voor aanvoer (versteviging kade, uitdiepen Westerdok etc). Alle bekende namen van architecten, ze hebben alle gemeentelijke en rijksmonumenten op hun naam staan, ten spijt, ging het complex begin jaren 70 van de 20e eeuw dus tegen de vlakte.

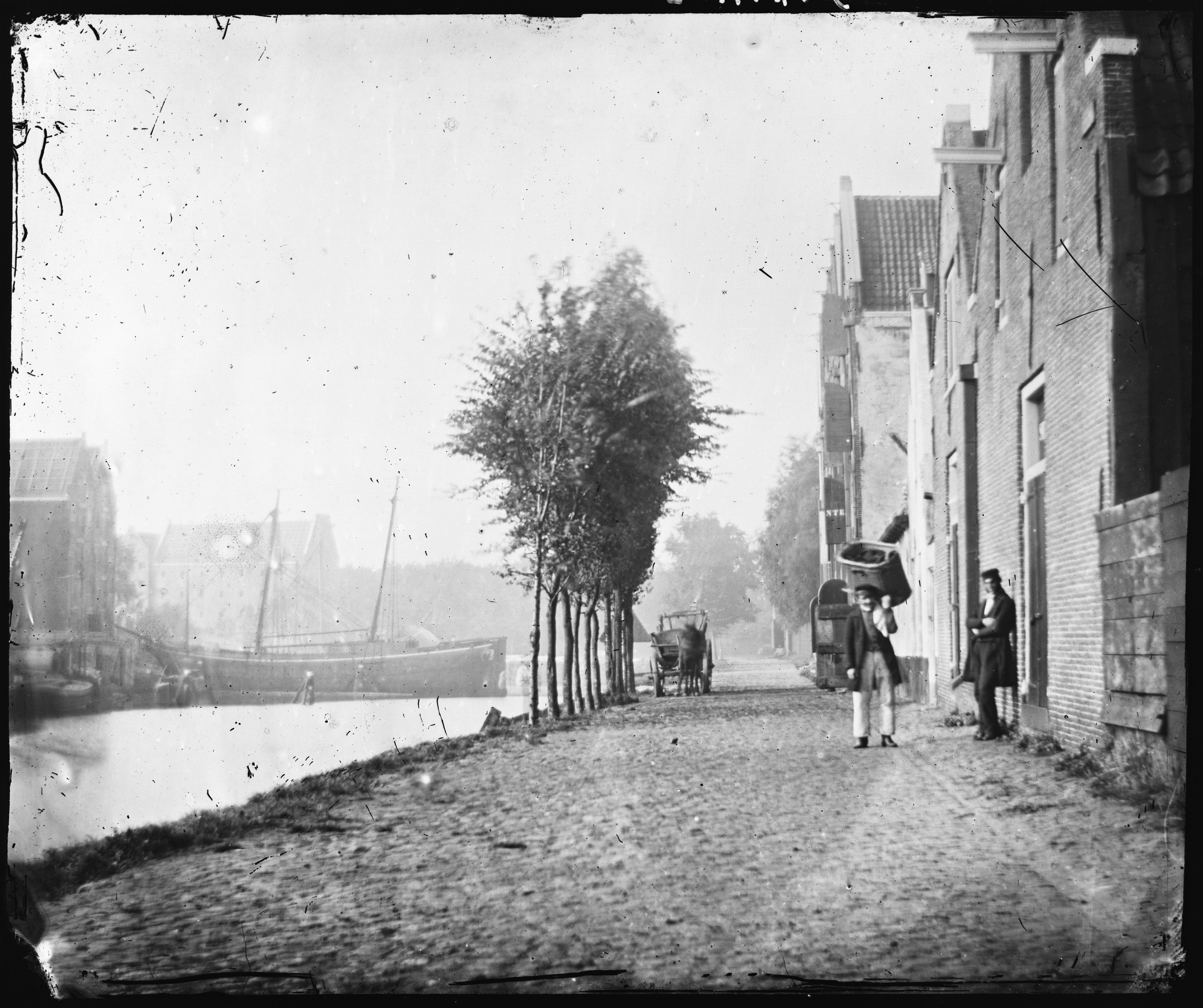
De (pak-)huisjes in 1861 door Jacob Olie
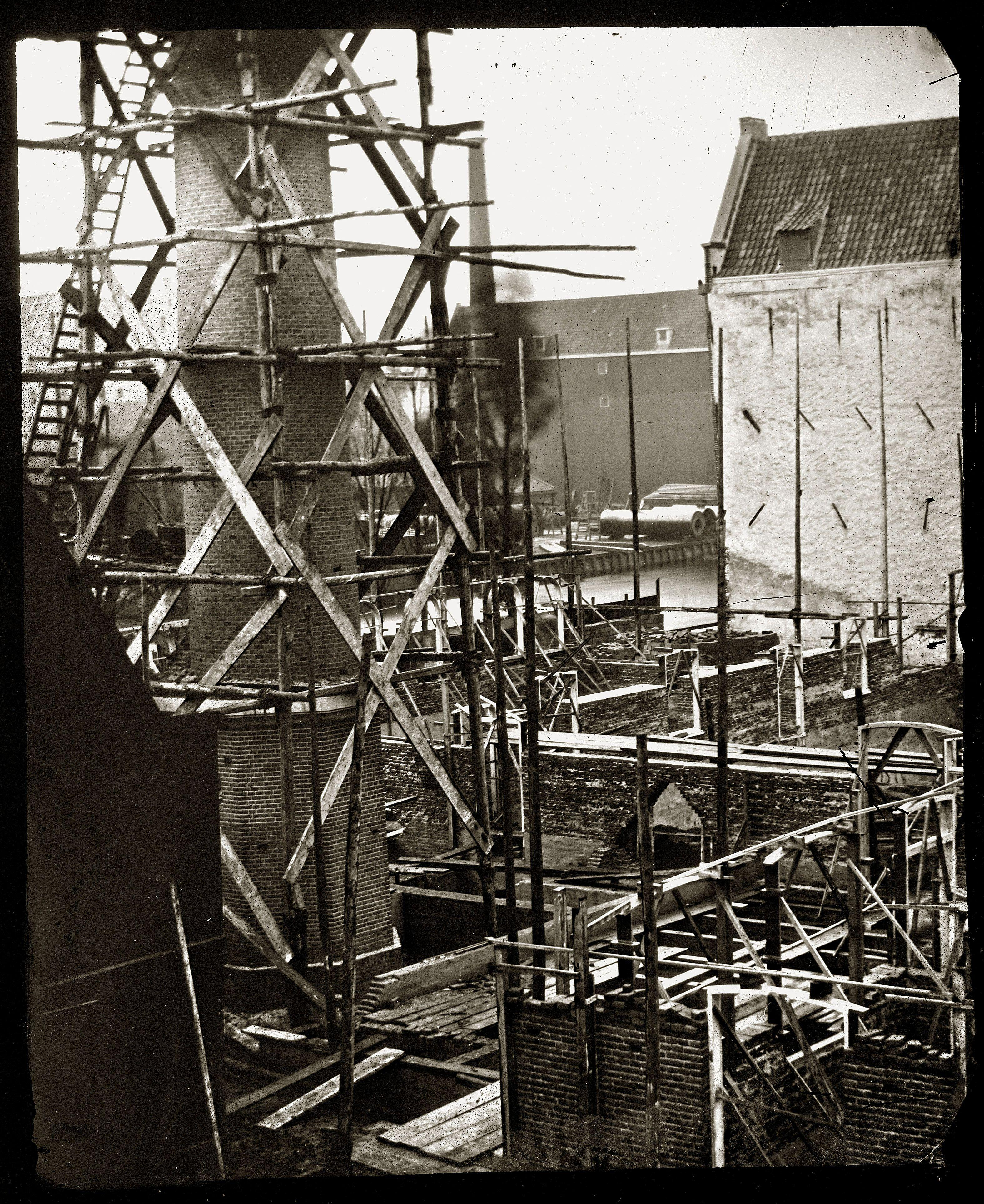
Bouw van de schoorsteen in 1863
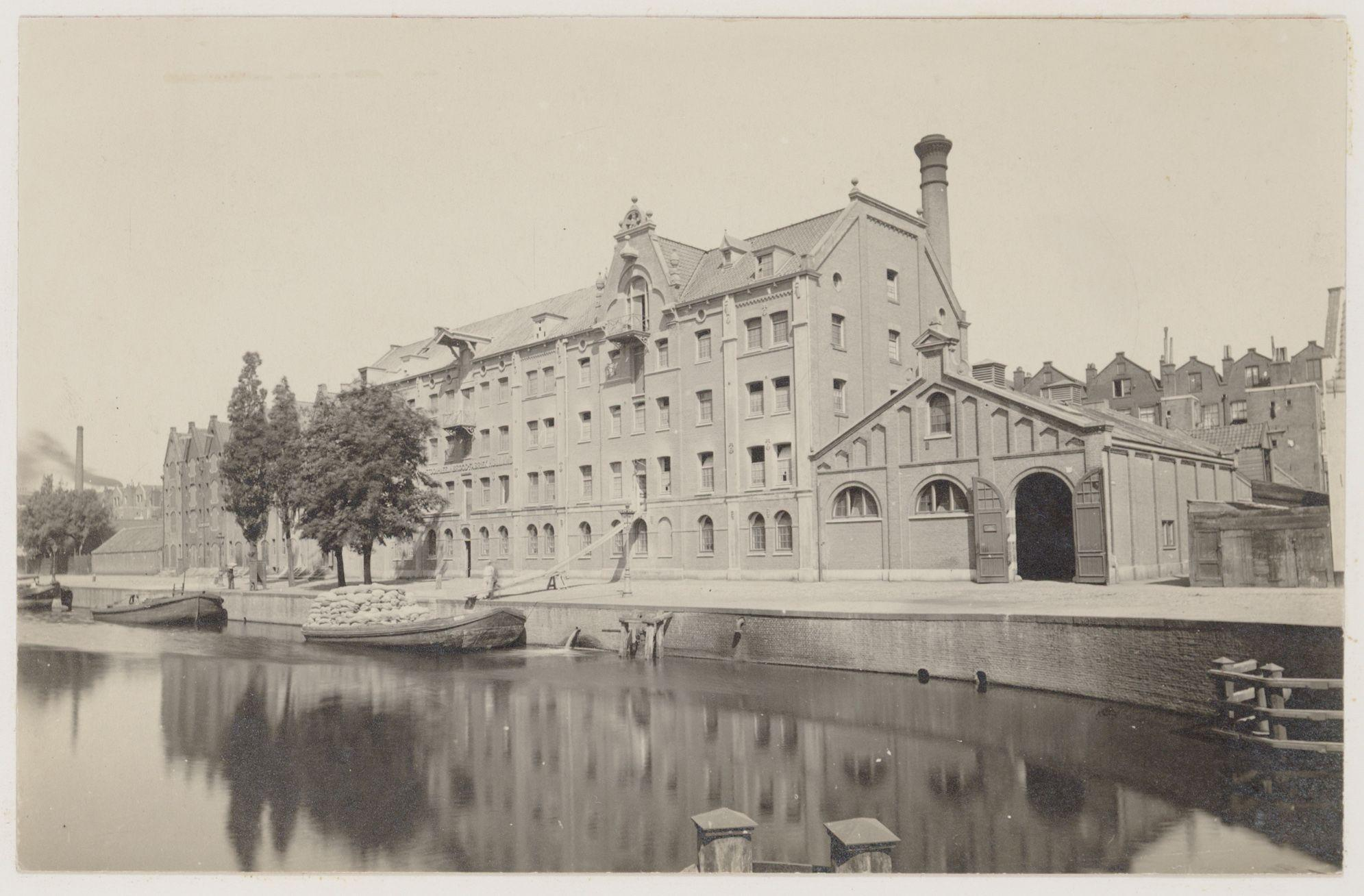
De fabriek in 1894, vlak voor de brand
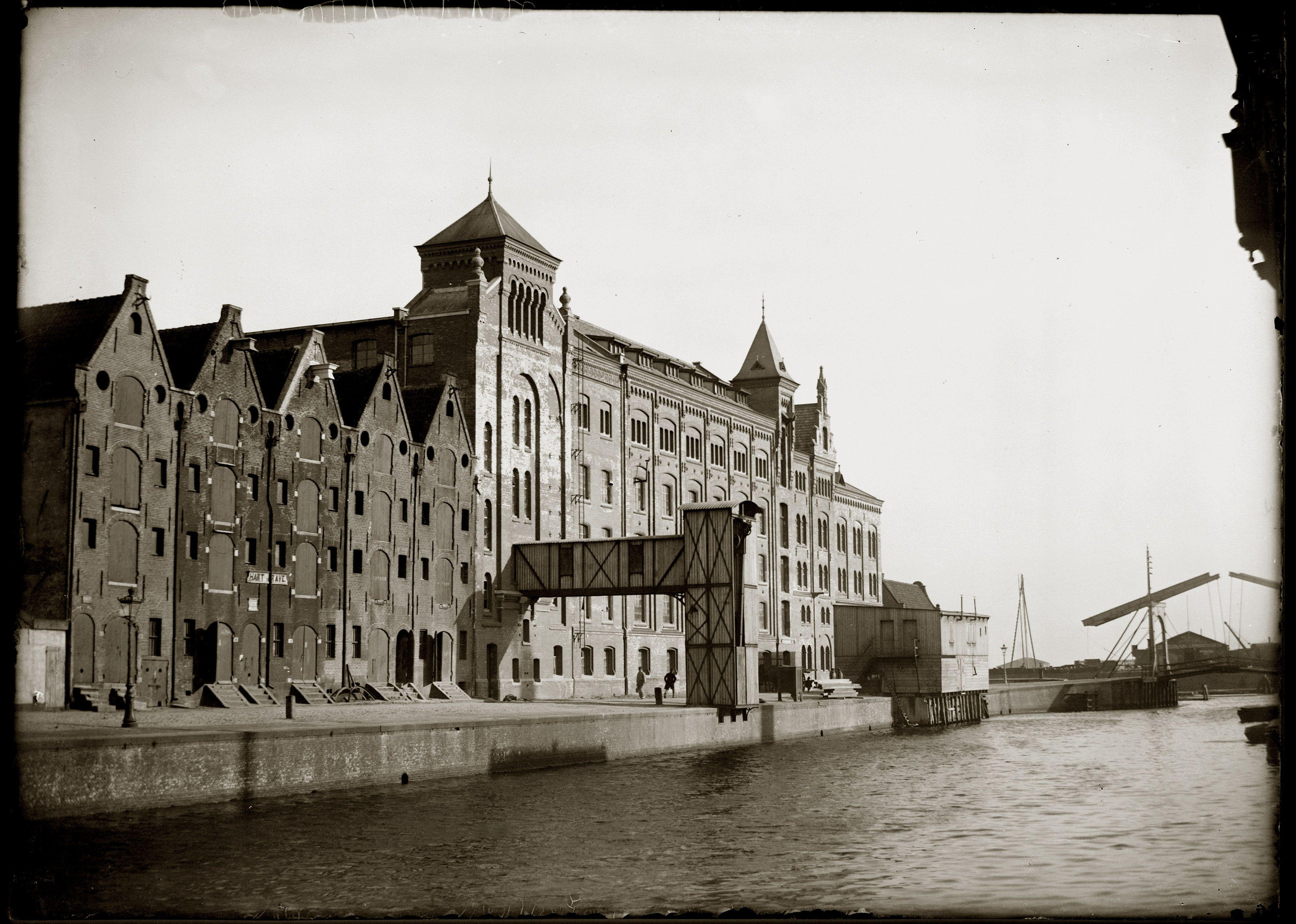
Nieuwbouw in 1896; drie van de vijf pakhuizen staan er nog in 2018